# Дом губернского правления
Дом губернского правления — здание присутственных мест на северо-востоке Красной площади в Москве. С екатерининского времени до административных реформ Александра II в здании располагались шестигласная дума и губернские учреждения Московской губернии.
Здание, выходящее к Воскресенским воротам Китайгородской стены, было выстроено в правление Анны Иоанновны как новый (западный) корпус Китайгородского монетного двора. Согласно проекту Петра Фридриха Гейдена его стены декорированы плоскими ризалитами, пилястрами, карнизом в стиле барокко.
В одном из флигелей во дворе здания находилась долговая тюрьма под названием „Яма“, куда сажали несостоятельных должников. Именно от неё пошло выражение «долговая яма».
При Екатерине II в этом корпусе по проекту М. Ф. Казакова был оборудован парадный зал губернских присутственных мест с лепным убранством в стиле классицизма. Над залом, где заседала шестигласная дума, в 1806 году была надстроена характерная ратушная башня, фактически служившая пожарной каланчой.
В конце XIX века к дому губернского правления с севера было пристроено здание Московской городской думы. Изначально предполагалось строить его на Красной площади, на фундаментах старого здания. Каланча, повторявшая своими очертаниями башню Главной аптеки на другой стороне переулка, была снесена в начале 1930-х годов после сноса Воскресенских ворот. 
Здание, оформляющее с востока парадный вход на Красную площадь, является культурным памятником федерального значения и находится в распоряжении Государственного исторического музея. Сдаётся в аренду коммерческим организациям (в частности, под ювелирный магазин).

Дом губернского правления на фотографиях и картинах разного времени
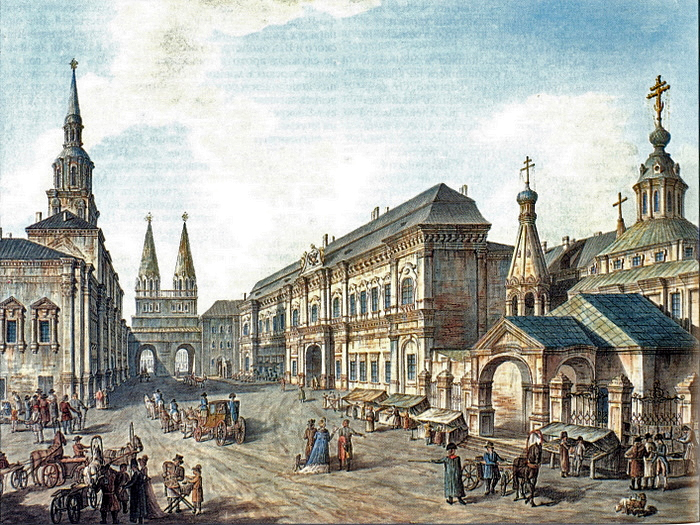
Акварель мастерской Ф.Я.Алексеева. 1800-1802 гг.
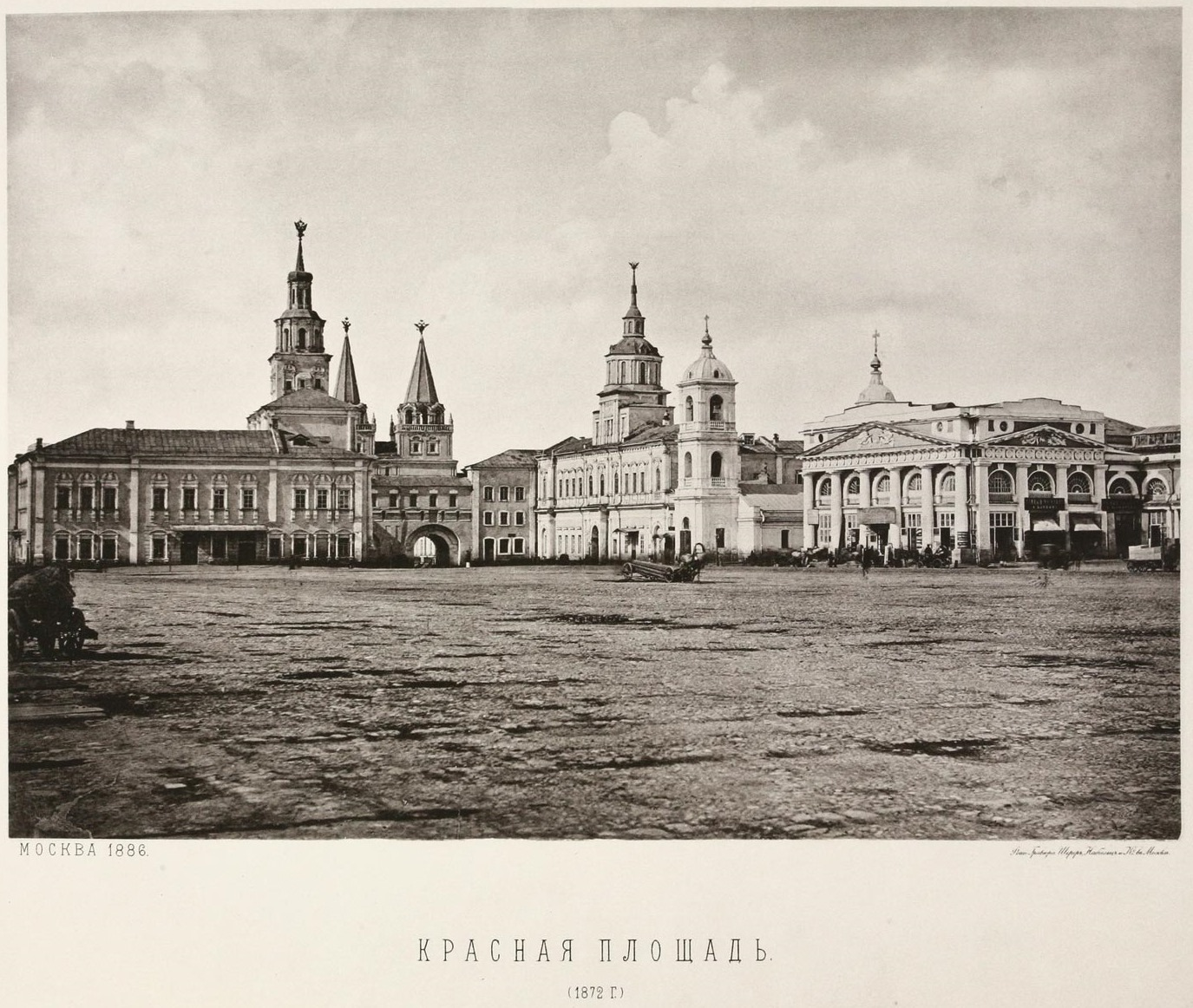
Фотография начала 1870-х.
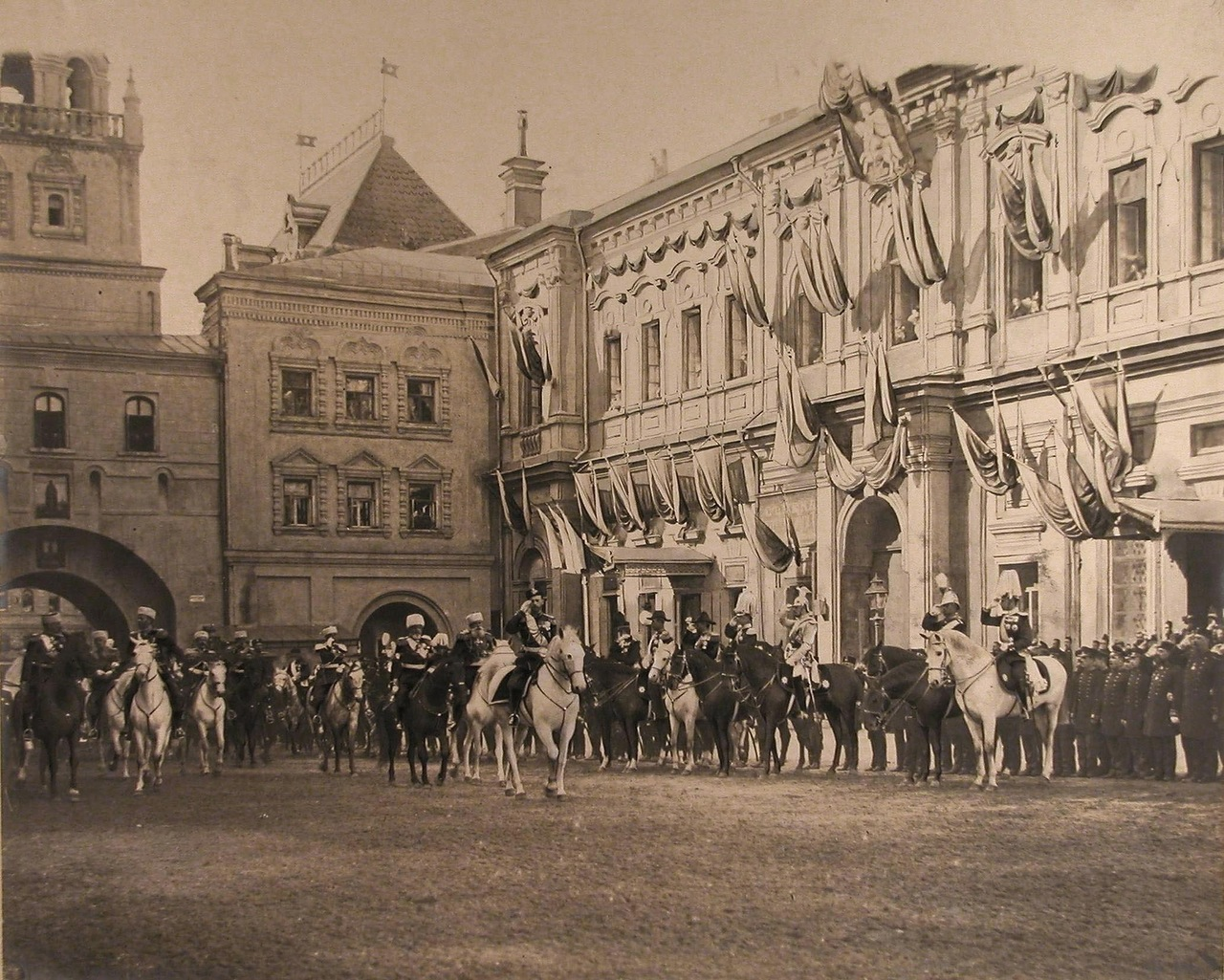
Коронация Николая II, 26 мая 1896 г.